# Klyktattare
Klyktattare är en ursprungligen jämtsk nedsättande benämning på person från Västernorrlands län.
Öknamnet klyktattare uppstod när bilarna i Västernorrlands län fick länsbokstaven Y (en klyka) på sina registreringsskyltar. Epitetet förekommer än idag. Benämningen lär först ha tillkommit de västernorrlänningar som gav sig upp med bil i de södra lappmarkerna för att plocka bär, enligt informanter från Strömsunds och Örnsköldsviks kommuner.